# Alfredo Cortês
Alfredo Ferreira Cortez (Estremoz, 29 de Julho de 1880 - Oliveira de Azeméis, 7 de Abril de 1946) foi um dramaturgo e magistrado português que recebeu o Prémio Gil Vicente em 1936.

## Biografia
Alfredo Cortês (também grafado Cortez), nasceu em 29 de Julho de 1880, em Estremoz (Distrito de Évora).
Licenciou-se em Direito pela Universidade de Coimbra no ano de 1905, seguindo a carreira da magistratura. Nos anos de 1929 e 1930 exerceu o cargo de juiz de investigação criminal em Angola. Fixou-se depois em Lisboa.
Estreou-se nas lides teatrais em 1921, provocando sensação com a peça Zilda, representada no Teatro Nacional D. Maria II por Amélia Rey Colaço. Seguiu-se igual êxito com a peça O Lodo, em 1923. Entre aqueles anos e 1944, situa-se a sua mais significativa produção literária, incluindo onze títulos publicados que foram, também, outros tantos sucessos de crítica e bilheteira, quando não de censura e escândalo.
Em 1936, a peça Tá Mar valeu-lhe o Prémio Gil Vicente do Secretariado Nacional de Informação.
Para o cinema, foi autor do argumento e dos diálogos do filme de Leitão de Barros, Ala-Arriba!, de 1942. Pelas suas qualidades cénicas e literárias conquistou um lugar cimeiro entre os autores teatrais do seu tempo. A sua obra, considerada de expressão rigorosa e linear, revela um perfeito domínio da técnica teatral, posta ao serviço de uma análise impiedosa aos costumes da sociedade portuguesa contemporânea.
Alfredo Cortez morreu em 7 de Abril de 1946, em Oliveira de Azeméis.

## Obras

### Peças teatrais
- 1921 - Zilda
- 1923 - O Lodo
- 1934 - Gladiadores
- 1936 - Tá-Mar
- 1938 - Saias
- 1938 - Bâton

### Argumento e diálogo
- Ala-Arriba! (1942) realizado por Leitão de Barros